# Lijst van onderscheidingen van de 18. SS-Freiwilligen-Panzergrenadier-Division Horst Wessel
Dit is een lijst van onderscheidingen van de 18. SS-Freiwilligen-Panzergrenadier-Division Horst Wessel.

## Dragers van het Duits Kruis

### In goud
- Hans Bachler, SS-Obersturmführer, SS Panzergrenadier-Regiment 39[1][2]
- Hans Blume, SS-Obersturmbannführer, SS Artillerie-Regiment 18[3]
- Hans Botz, SS-Oberscharführer, SS Panzergrenadier-Regiment 40[4]
- Kurt Brock, SS-Hauptsturmführer, SS Panzergrenadier-Regiment 40[5]
- Eugen Fiedler, SS-Obersturmführer, SS Artillerie-Regiment 18[6]
- Fritz Gärtner, SS-Obersturmführer, SS Panzergrenadier-Regiment 39[7][8]
- Leopold Gammer, SS-Untersturmführer, SS Panzergrenadier-Regiment 40[9]
- Werner Georgi, SS-Hauptsturmführer, SS Panzergrenadier-Regiment 39[10]
- Fritz Hammer, SS-Unterscharführer, SS Panzer-Aufklärungs-Abteilung 18[11]
- Erich Harb, SS-Untersturmführer, SS Panzergrenadier-Regiment 39[12]
- Fritz Herwegh, SS-Hauptsturmführer, SS Panzergrenadier-Regiment 39[13]
- Karl Hoffmann, SS-Sturmbannführer, SS Artillerie-Regiment 18[14][15]
- Ernst Hoyer, SS-Hauptsturmführer, SS Panzergrenadier-Regiment 39[16][15]
- Wilhelm Hüttel, SS-Oberscharführer, SS Panzergrenadier-Regiment 40[17]
- Hans Klee, SS-Oberscharführer, SS Panzergrenadier-Regiment 40[18]
- Reinhold Malsch, SS-Untersturmführer, SS Panzergrenadier-Regiment 39[19]
- Hermann Meyer, SS-Obersturmführer, SS Panzergrenadier-Regiment 40[20][21]
- Walter Müller, SS-Standartenoberjunker, SS Panzergrenadier-Regiment 39[22]
- Ernst Schäfer, SS-Sturmbannführer, SS Panzergrenadier-Regiment 40[23]
- Josef Schumacher, SS-Sturmbannführer, SS Panzergrenadier-Regiment 39[24]
- Albert Zindstein, SS-Oberscharführer, SS Panzergrenadier-Regiment 39[25]

## Drager van het Aanbevelingscertificaat van de Opperbevelhebber van het Duitse Leger
- Albrecht Wiehler, Dr., SS-Obersturmbannführer[26]

## Dragers van de Erebladgesp
- Hermann Fitzner, SS-Oberscharführer, SS Flak-Abteilung 18[27]
- Boris Henschel, SS-Obersturmführer, SS Artillerie-Regiment 18[28]
- Alois Jakobi, SS-Oberscharführer, SS Panzergrenadier-Regiment 39[29]
- Julius Riepe, SS-Hauptsturmführer, SS Panzergrenadier-Regiment 40[30]
- August Wilhelm Trabandt, SS-Oberführer, Kommandeur[31]

## Dragers van het Ridderkruis van het IJzeren Kruis
- Georg Bochmann, SS-Standartenführer, Kommandeur[32][33]
- Hans Lipinski, SS-Obersturmführer, SS Flak-Abteilung 18[34][35]
- Julius Riepe, SS-Sturmbannführer, SS Panzergrenadier-Regiment 40[36][37]